# 卡茹鲁
卡茹鲁是巴西圣保罗州的一个市镇。总面积660.687平方公里，总人口22695人，人口密度34.4人/平方公里。